# Holzgünz
Holzgünz település Németországban, azon belül Bajorországban. Lakosainak száma 1457 fő (2023. december 31.). Holzgünz Ungerhausen és Memmingerberg községekkel határos.

## Népesség
A település népessége az elmúlt években az alábbi módon változott:
| Lakosok száma | 284  | 532  | 434  | 914  | 1220 | 1241 | 1301 | 1289 | 1392 | 1457 |
|               | 1875 | 1950 | 1975 | 1987 | 2012 | 2014 | 2016 | 2017 | 2021 | 2023 |